# Mitew-Gletscher
Der Mitew-Gletscher (bulgarisch Митев ледник Mitew lednik) ist ein 2,9 km langer und 2,5 km breiter Gletscher auf der Brabant-Insel im Palmer-Archipel westlich der Antarktischen Halbinsel. Er fließt in nordwestlicher Richtung zur Hill Bay, die er westlich des Petroff Point erreicht.
Die bulgarische Kommission für Antarktische Geographische Namen benannte ihn 2010 nach dem bulgarischen Kinderarzt und Kardiologen Iwan Mitew (1924–2006), dem Entdecker des VI. Herztons.